# Peter Bakker (roeier)
Peter Johannes Bakker (Rotterdam, 4 augustus 1934) is een voormalige Nederlandse roeier. Hij vertegenwoordigde Nederland eenmaal op de Olympische Spelen, maar won hierbij geen medaille.
In 1960 maakt hij op 26-jarige leeftijd zijn olympisch debuut bij het roeien op de Olympische Spelen van Rome. Hij kwam met Ko Rentmeester uit op het onderdeel dubbel twee. De roeiwedstrijden vonden plaats op het meer van Albano. Via de eliminaties (6.48,22) en de herkansing (6.51,61) plaatsten ze zich voor de finale. Daar eindigden ze op een vijfde plaats met een tijd van 6.53,86. De wedstrijd werd gewonnen door het team van Tsjecho-Slowakije, dat in 6.47,50 over de finish kwam.
In zijn actieve tijd was Bakker aangesloten bij de Koninklijke Roei- en Zeilvereniging De Maas in Rotterdam. Hij was student en werkte later als interieurarchitect.

## Palmares

### roeien (dubbel twee)
- 1959:  EK Mâcon
- 1960: 5e OS - 6.53,86

Peter Bakker · 
Ko Rentmeester